# Leonor di Borbone-Spagna
Leonor di Borbone-Spagna (nome completo in spagnolo Leonor de Todos los Santos de Borbón y Ortiz; Madrid, 31 ottobre 2005), principessa delle Asturie dal 2014, è l'erede al trono di Spagna secondo la Costituzione spagnola.
Primogenita di Filippo VI e della regina Letizia, è sorella maggiore di Sofia.

## Biografia

### Nascita e battesimo
La principessa Leonor è nata il 31 ottobre 2005 all'1:45 della notte, nella Clinica Ruber di Madrid, in seguito a un parto cesareo. La sua nascita è stata annunciata dalla famiglia reale ai giornalisti tramite SMS.
È stata battezzata con l'acqua proveniente dalle rive del fiume Giordano il 14 gennaio 2006, al Palazzo della Zarzuela, dal cardinale e arcivescovo Antonio María Rouco Varela. Tradizionalmente le è stato dato il nome di Todos los Santos. Juan Carlos I di Spagna e Sofia di Grecia, i suoi nonni paterni, sono anche il padrino e la madrina.

### Educazione e formazione
Leonor ha cominciato il suo primo anno di scuola il 15 settembre 2008 alla scuola Santa María de los Rosales ad Aravaca, Madrid. Suo padre è stato a sua volta alunno di questa scuola.
Il 10 febbraio 2021 è stato annunciato che nei due anni successivi la principessa avrebbe frequentato l'UWC Atlantic College in Galles per conseguire il baccellierato internazionale. Nel maggio del 2023 la principessa ha completato il ciclo di studi presso l'UWC Atlantic College acquisendo il baccellierato internazionale.
La principessa parla fluentemente, oltre allo spagnolo, l'inglese e il francese e sta studiando il catalano, l'arabo e il cinese mandarino.
Il 17 agosto 2023 ha iniziato il suo primo anno accademico all'Accademia militare di Saragozza dell'esercito spagnolo, così come fece il padre, dove utilizza semplicemente il cognome di entrambi i genitori "Borbón y Ortiz".
Il 23 luglio 2024 è nominata guardiamarina per frequentare per un anno l'Accademia navale, e concludere poi la formazione militare per l'ultimo anno all'Accademia aeronautica.

### Incarichi di corte

#### Principessa delle Asturie
Il 18 giugno 2014 il re Juan Carlos I, suo nonno paterno, ha abdicato. In base alla Costituzione spagnola del 1978 Leonor è diventata erede al trono dopo l'ascesa al trono di suo padre, con il titolo di Principessa delle Asturie.
Leonor, non avendo i suoi genitori un figlio di sesso maschile (la costituzione spagnola prevede la legge semi-salica, che privilegia nella linea di successione al trono il maschio alla femmina a prescindere dall'età, anche se ciò è stato oggetto di molte controversie nel corso degli anni), è una delle cinque principesse europee di sesso femminile attualmente eredi al trono del proprio Paese, con Ingrid Alexandra di Norvegia, Vittoria di Svezia, Elisabetta del Belgio e Caterina Amalia dei Paesi Bassi. Quando Leonor ascenderà al trono, diventerà la prima regina regnante di Spagna dai tempi di Isabella II, che regnò dal 1833 al 1868, e la seconda regina regnante in assoluto nell'intera storia della monarchia spagnola.

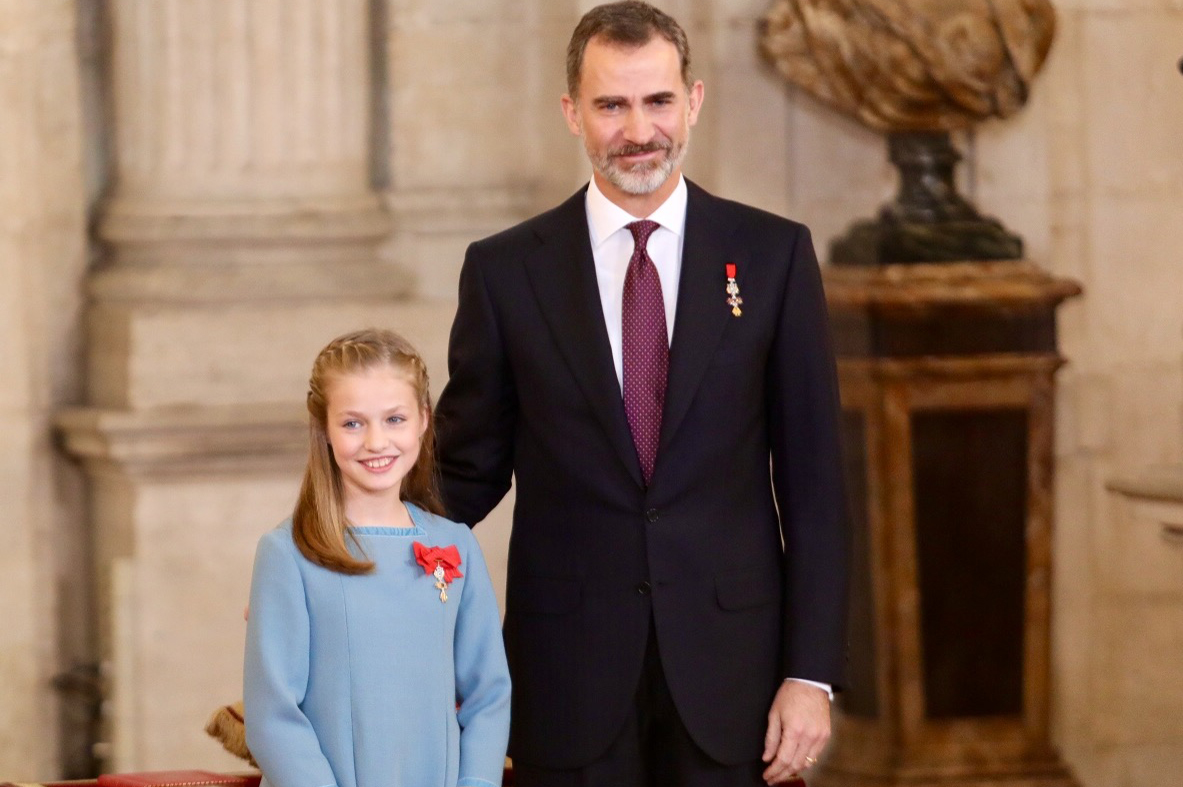
La Principessa Leonor insignita dell'Ordine del Tosòn d'oro nel 2015

Nel settembre 2018, Leonor ha effettuato il suo primo impegno pubblico fuori dal palazzo accompagnando i suoi genitori a Covadonga per celebrare il 1.300º anniversario del Regno delle Asturie. Il 31 ottobre 2018, Leonor ha tenuto il suo primo discorso pubblico, tenutosi presso l'Instituto Cervantes di Madrid, dove ha letto il primo articolo della Costituzione spagnola.
L'agenda istituzionale della principessa Leonor si è fatta più intensa a partire dall'ottobre del 2019, quando ha partecipato al Premio Principessa delle Asturie.
Ha effettuato il suo primo impegno pubblico da sola il 24 marzo 2021 partecipando ad una cerimonia per celebrare il 30º anniversario dell'Instituto Cervantes. Nel dicembre 2022, Leonor ha visitato la sede della Croce Rossa spagnola a Madrid dove ha incontrato i giovani volontari di The Red Cross Youth, la sezione giovanile della Croce Rossa.

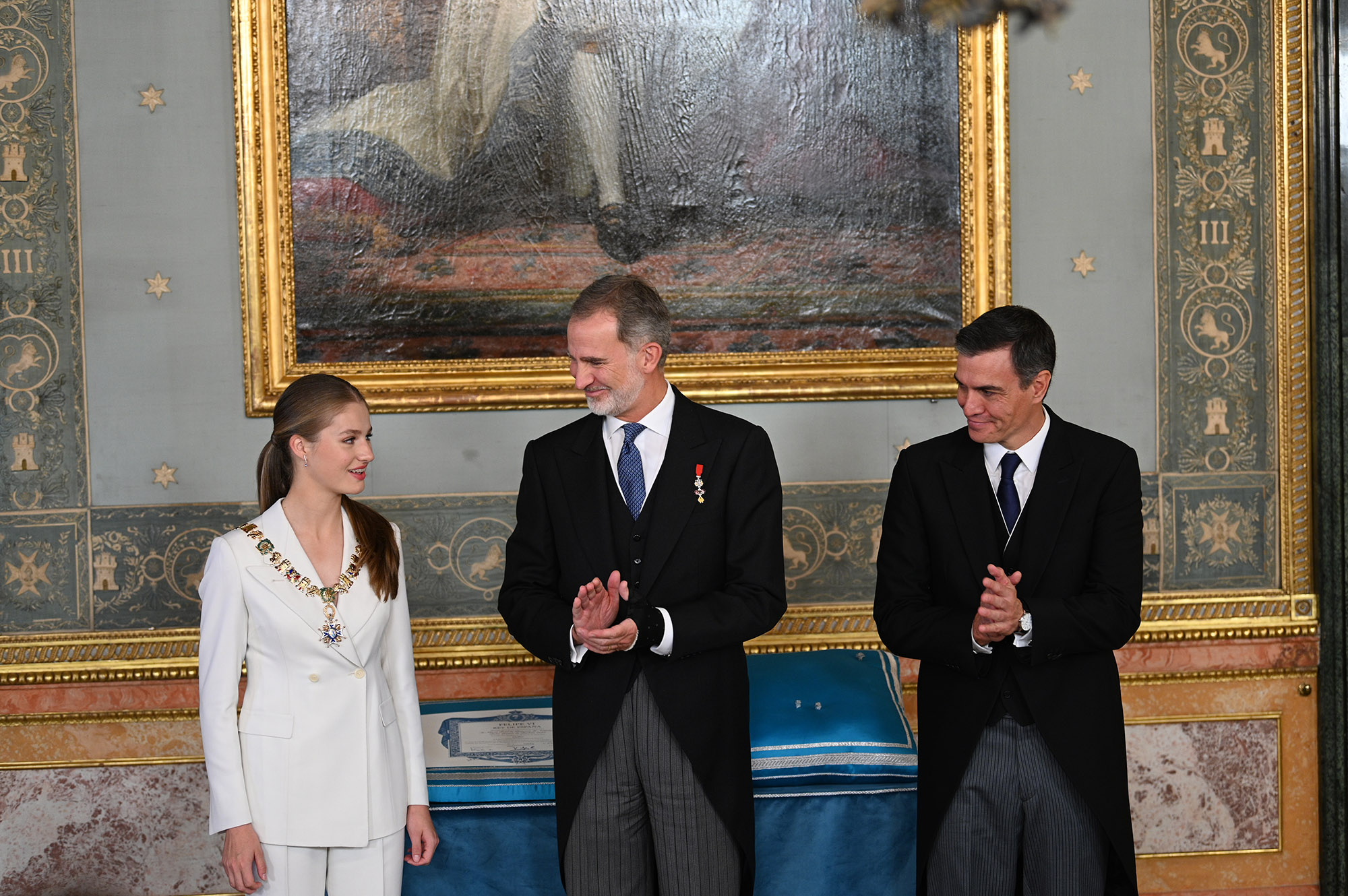
La Principessa delle Asturie insieme al re Felipe VI e al presidente di governo Pedro Sanchez dopo aver ricevuto il collare dell'ordine di Carlo III

Il 31 ottobre 2023, in occasione del suo diciottesimo compleanno, ha giurato fedeltà alla Costituzione spagnola dinanzi alle Cortes, ricevendo il collare dell'Ordine di Carlo III, massima onorificenza civile della Nazione.

## Titoli, trattamento e stemma

### Titoli e trattamento
Leonor, in quanto figlia e nipote di monarchi in linea maschile, detiene per nascita il trattamento di Altezza Reale ed il titolo di Infanta di Spagna.
In quanto erede al trono del Regno di Spagna, è divenuta Principessa delle Asturie, Principessa di Girona, Principessa di Viana, Duchessa di Montblanc, Contessa di Cervera e Signora di Balaguer.
- 31 ottobre 2005 - 19 giugno 2014: Sua Altezza Reale, Doña Leonor de Todos los Santos de Borbón y Ortiz, infanta di Spagna
- 19 giugno 2014 - attuale: Sua Altezza Reale, Doña Leonor de Todos los Santos de Borbón y Ortiz, principessa delle Asturie, principessa di Viana, principessa di Girona, duchessa di Montblanc, contessa di Cervera, signora di Balaguer

### Stemma e stendardi
Nel 2015, un giorno prima del compleanno della Principessa delle Asturie, le è stato conferito l'Ordine del Toson d'oro. Da allora può utilizzare lo stemma dell'erede al trono con il collare dell'ordine. Il governo ha ufficializzato il suo uso dello stemma e dello stendardo con un regio decreto nel giorno del suo compleanno.

Stemma di Leonor, principessa delle Asturie. Adottato nel 2015.
Stendardo di Leonor, principessa delle Asturie.

## Ascendenza
|                                   |                         |                                       | Genitori                              |  |  | Nonni |  |  | Bisnonni                   |  |  | Trisnonni              |  |
|                                   |                         |                                       |                                       |  |  |       |  |  | Giovanni di Borbone-Spagna |  |  | Alfonso XIII di Spagna |  |
|                                   |                         |                                       |                                       |  |  |       |  |  | Giovanni di Borbone-Spagna |  |  | Alfonso XIII di Spagna |  |
|                                   |                         | Vittoria Eugenia di Battenberg        |                                       |  |  |       |  |  | Giovanni di Borbone-Spagna |  |  |                        |  |
| Juan Carlos I di Spagna           |                         |                                       |                                       |  |  |       |  |  | Giovanni di Borbone-Spagna |  |  |                        |  |
|                                   |                         | Maria Mercedes di Borbone-Due Sicilie | Carlo Tancredi di Borbone-Due Sicilie |  |  |       |  |  |                            |  |  |                        |  |
|                                   |                         | Maria Mercedes di Borbone-Due Sicilie | Carlo Tancredi di Borbone-Due Sicilie |  |  |       |  |  |                            |  |  |                        |  |
|                                   |                         | Maria Mercedes di Borbone-Due Sicilie | Luisa d'Orléans                       |  |  |       |  |  |                            |  |  |                        |  |
| Filippo VI di Spagna              |                         | Maria Mercedes di Borbone-Due Sicilie |                                       |  |  |       |  |  |                            |  |  |                        |  |
|                                   |                         | Paolo I di Grecia                     | Costantino I di Grecia                |  |  |       |  |  |                            |  |  |                        |  |
|                                   |                         | Paolo I di Grecia                     | Costantino I di Grecia                |  |  |       |  |  |                            |  |  |                        |  |
|                                   |                         | Paolo I di Grecia                     | Sofia di Prussia                      |  |  |       |  |  |                            |  |  |                        |  |
| Sofia di Grecia                   |                         | Paolo I di Grecia                     |                                       |  |  |       |  |  |                            |  |  |                        |  |
|                                   |                         | Federica di Hannover                  | Ernesto Augusto III di Brunswick      |  |  |       |  |  |                            |  |  |                        |  |
|                                   |                         | Federica di Hannover                  | Ernesto Augusto III di Brunswick      |  |  |       |  |  |                            |  |  |                        |  |
|                                   |                         | Federica di Hannover                  | Vittoria Luisa di Prussia             |  |  |       |  |  |                            |  |  |                        |  |
| Leonor di Borbone                 |                         | Federica di Hannover                  |                                       |  |  |       |  |  |                            |  |  |                        |  |
|                                   | José Luis Ortiz Velasco | José Ortiz Pool                       |                                       |  |  |       |  |  |                            |  |  |                        |  |
|                                   | José Luis Ortiz Velasco | José Ortiz Pool                       |                                       |  |  |       |  |  |                            |  |  |                        |  |
|                                   | José Luis Ortiz Velasco | Carmen Velasco Gutiérrez              |                                       |  |  |       |  |  |                            |  |  |                        |  |
| Jesús José Ortiz Álvarez          | José Luis Ortiz Velasco |                                       |                                       |  |  |       |  |  |                            |  |  |                        |  |
|                                   |                         | María del Carmen Álvarez del Valle    | Eulalio Álvarez de la Fuente          |  |  |       |  |  |                            |  |  |                        |  |
|                                   |                         | María del Carmen Álvarez del Valle    | Eulalio Álvarez de la Fuente          |  |  |       |  |  |                            |  |  |                        |  |
|                                   |                         | María del Carmen Álvarez del Valle    | Plácida del Valle Arribas             |  |  |       |  |  |                            |  |  |                        |  |
| Letizia Ortiz Rocasolano          |                         | María del Carmen Álvarez del Valle    |                                       |  |  |       |  |  |                            |  |  |                        |  |
|                                   |                         | Francisco Julio Rocasolano Camacho    | Miguel Rocasolano Cebrián             |  |  |       |  |  |                            |  |  |                        |  |
|                                   |                         | Francisco Julio Rocasolano Camacho    | Miguel Rocasolano Cebrián             |  |  |       |  |  |                            |  |  |                        |  |
|                                   |                         | Francisco Julio Rocasolano Camacho    | María Camacho Rodríguez               |  |  |       |  |  |                            |  |  |                        |  |
| María Paloma Rocasolano Rodríguez |                         | Francisco Julio Rocasolano Camacho    |                                       |  |  |       |  |  |                            |  |  |                        |  |
|                                   |                         | Enriqueta Rodríguez Figueredo         | Enrique Rodríguez Rodríguez           |  |  |       |  |  |                            |  |  |                        |  |
|                                   |                         | Enriqueta Rodríguez Figueredo         | Enrique Rodríguez Rodríguez           |  |  |       |  |  |                            |  |  |                        |  |
|                                   |                         | Enriqueta Rodríguez Figueredo         | Mercedes Figueredo Duarte             |  |  |       |  |  |                            |  |  |                        |  |
|                                   |                         | Enriqueta Rodríguez Figueredo         |                                       |  |  |       |  |  |                            |  |  |                        |  |